# بارنزویل (کانزاس)
بارنزویل (به انگلیسی: Barnesville) یک منطقهٔ مسکونی در ایالات متحده آمریکا است که در کانزاس قرار دارد.